# Недкова могила
Вижте пояснителната страница за други значения на Тракийски култов комплекс.
Подмогилният храм при Недкова могила се намира на 8 km югоизточно от Подмогилният храм при Четиньова могила край село Старосел, община Хисаря, в землището на вече несъществуващото село Елешница, в местността Орешака. Насипът на могилата е проучен частично от д-р Георги Китов. В най-значимата част от могилата е изградена уникална тракийска култова постройка, разположена в югоизточната периферия на могилния насип.

## Наименование
Местното население назовава могилата Еленишката могила или Главчова могила. Наименованието Недкова могила е дадено от доц. Георги Китов по името на един от дарителите на ТЕМП.

## Откритие
Подмогилното култово съоръжение е открито и археологически проучено от доц. Георги Китов и екипът му от ТЕМП през 2002 година.

## Датиране
Доц. Георги Китов датира обекта от началото на ІV век пр. Хр.

## Описание и особености
Могилният насип е висок 11,5 m., а диаметърът на могилата е 60 m. Недкова могила доминира в некропол от общо четири на брой могили, в две от които са открити следи от погребения и инвентар – тимпани, вероятно принадлежащи към гроб на жрец и един златен нагръдник.
Недкова могила е видима отвсякъде в равнината и е изградена с презумпцията да е заместител на естествения свещен хълм (скала), където е пещерата утроба на Великата богиня майка, която е приемала тялото на хероизирания владетел.
Храмът се състои от отворено на югоизток и правоъгълна камера с плоско покритие оформено като гредоред, но изработен от камък. Подът е застлан с грубо обработени каменни плочи. Преддверието е с правоъгълен план. Прагът при входа е изтрит, като това се е случило вероятно поради многократното използване на съоръжението за посветителски ритуали, а и поради факта, че също е действал като гробница-мавзолей на хероизиран владетел.
Преддверието завършва с два къси зида, а те с пиластри от варовикови блокове, които са споени с железни скоби залети с олово.
Покривният блок на преддверието е монолитен, но разрушен в югозападната му част. Не е ясно какво е имало над архитрава, тъй като обработените късове от монолитни блокове в предгробничното пространство не дават възможност за реконструкция.
Камерата на съоръжението е запазена, но вратата на входа е била разрушена в миналото. Археолозите са открили само малка част от вратата в един от могилните насипи наблизо. Камерата е изградена от шест реда варовикови блокове, като най-горният ред е профилиран, така че украсата продължава по стените, подобно на пиластрите от преддверието.
Подът, който е покрит с гранитни плочи е леко задигнат в средата по осевата линия, вероятно поради факта че съоръжението е изградено върху пласт от могилен насип, който е улегнал под тежестта на страничните стени на камерата.
Покривът е изграден от шест гранитни монолитни трегера в естествен черно-сив цвят, който контрастира с белия цвят на варовиковите стени. Таванът на помещението имитира дървен гредоред съчетан с украса вълчи зъби – похват познат от могилата Оструша край град Шипка в Долината на тракийските владетели. Тази аналогия дава основание на доц. Китов с голяма доза сигурност да датира градежа от IV век пр. Хр.
На някои места в камерата се забелязват следи от очертана с червена боя линия, дебела няколко милиметра. По някои от трегерите се наблюдават капковидни следи от маркиране с четка, а на едно място е регистриран и отпечатък от пръст. Предполага се че тези следи от маркировка са служили на архитектите за очертаване на линиите за рязане на варовиковите блокове.
Съоръжението в Недкова могила е единственото открито в района с неразрушена камера и частично незапълнено от почва помещение. Според археолозите частичното запълване на камерата с почва е станало на два етапа, тъй като при проучването се очертават два пласта от силно трамбована почва разделени от тънък тинест наносен слой. Почвата при входа на съоръжението е почти до тавана и пада под наклон към противоположната страна на камерата. В пръстта са открито единствено единични въглени и никакви други археологически материали. Вероятно помещението е било педантично опразнено, поради неизвестни причини, преди да бъде разрушена входната врата. Достъпът до помещението е преустановен с натрупването на могилния насип.
В съоръжението не са открити никакви следи от погребение или гробен инвентар. Трудно е да се докаже, че съоръжението е било построено за гробница или да е действало като такава впоследствие.
Преди да бъде запечатано помещението и натрупан могилния насип в камерата е бил запален огън, който е развил голяма температура, доказателство за което е деструкцията по вътрешните повърхности на варовиковите блокове, които са повредени от високата температура и при допир оставят фин бял прах.
При разкопките са открити и 21 ритуални ями, вдълбани между V и ІІ век пр. Хр., каквито са документирани и от други обекти датиращи от II хил. пр. Хр. Ямите са разкрити под плътния пласт варовиков трошляк пред преддверието на храма. Четири от ямите са с кръгла форма и плитко вкопани. Петата е кошеровидна, с дълбочина 1.10 m и диаметър от 1.60 m. В центъра ѝ е открито каменно струпване от речни камъни с диаметър 1 m. и височина 0.80 m. Под струпването са открити фрагменти от обработени блокове от вулканичен туф, какъвто не е използван за градежа на това съоръжение, но се среща при градежите на подмогилните съоръжения при Четиньова и Коилишка могили.
Другите шестнадесет ями са разположени в насипа на могилата, като повечето са разкрити без наличието на археологически материали или с фрагменти от незначителни части от птича кост и керамични фрагменти от питоси. Една от тези ями, с кошеровидна форма, с изпечено до керемидено дъно е една от най-интересните от научна гледна точка. Тя е разкрита пълна с фрагменти от керамични пулове и животински кости. В една от ямите е открит и животински скелет, вероятно на бик, което е почти сигурно доказателство, че тук са се изпълнявали орфически ритуали. Разкритите материали в ямите са датирани между V и II век пр. Хр., което свидетелства че монументалната култова сграда под Недкова могила е ползвана като хероон.
Георги Китов открива съоръжението под Недкова могила незасегнато от съвременната иманярска инвазия, следи от които има по цялата могила. Екипът му обаче разкрива свидетелства, че храмът е бил осквернен в миналото – две от подовите плочи са намерени обърнати и при покривната конструкция е открит фрагмент от керамичен съд, заклещен при един от трегерите.

## Исторически контекст
Според археолозите доц. Иван Христов и доц. Георги Китов районът около Старосел с много голяма сигурност е представлявал огромен религиозен комплекс в древността. Христов поддържа хипотезата, че подмогилният храм при Маньов дол, заедно с останалите описани частично проучени археологически обекти при Четиньова могила, Рошавата могила, Маньов дол, Недкова могила (Елешнишка могила), античният храм Вълчия зъб повтарят очертанията на съзвездието Голямата мечка. В древността към светилищата и храмовете край Старосел са се стичали хиляди поклонници, които са извървявали т.нар. „свещен път“, маркиран чрез храмовете по линията, по която са подредени звездите в Голямата мечка.
При проучванията на Четиньова могила археолозите са стигнали до сърцето на самия храм, нещо, което дотогава не е правено в България. Екипът на д-р Иван Христов открива кладата, в която са жертвопринасяли за богинята Хестия, покровителка на домашното огнище. Христов предполага, че тя е била почитана като закрилница на одриската владетелска династия, която храмът е обслужвал. Датировката на фрагменти от находки в кладата извършена в лаборатория в Хайделберг, Германия, доказва времето, през което тази клада е ползвана – 342 – 341 г. пр. Хр. Откривайки царската резиденция на връх Кози грамади, само на 20 km от Маньов дол, д-р Иван Христов предполага, че тези обекти са свързани с одриския владетел Амадок II.